# Thor luttant contre le serpent de Midgard
 Thor luttant contre le serpent de Midgard – ou en anglais Thor Battering the Midgard Serpent – est un tableau réalisé par l'artiste Johann Heinrich Füssli en 1790. Cette peinture à l'huile sur toile mythologique représente le dieu nordique Thor debout à la proue d'une embarcation barrée par Hymir alors qu'il s'apprête à frapper d'une arme blanche le serpent de mer de Midgard, Jörmungand, qu'il a hameçonné au bout d'une chaîne. Morceau de réception présenté par le peintre à la Royal Academy of Arts, à Londres, lors de son élection au rang de membre de plein droit, l'œuvre y est toujours conservée aujourd'hui.